# Neonauclea vinkiorum
Neonauclea vinkiorum är en måreväxtart som beskrevs av Colin Ernest Ridsdale. Neonauclea vinkiorum ingår i släktet Neonauclea och familjen måreväxter. Inga underarter finns listade i Catalogue of Life.